# Гръцки оръжейни заводи АД
Гръцки оръжейни заводи АД е акционерно дружество в Гърция с единствен акционер и собственик гръцката държава.
Дружеството е основано през 1977 г. Има персонал около 1300 души. Притежава удостоверение за качество по ISO 9001, собственик на 5 завода: „Военен завод Агион“ ООД, „Военен завод Мандра“ ООД, „Военен завод Лаврио“ ООД, „Металообработващо предприятие Епир“ АД и „Електромеханичен завод“ ООД. Производствената гама на дружеството включва:
- производство на стрелково оръжие и аксесоари за него;
- производство на минохвъргачки;
- производство на цеви за стрелково оръжие;
- производство на възли и детайли за различни оръдейни ситеми;
- производство на системи за ПВО и ПТУР;
- производство на външно прикачно оборудване за самолети;
- производство на боеприпаси с малък, среден и голям калибър;
- производство на гилзи, тела и двигатели за унифицирани изстрели;
- производство на взривни вещества;
- военни униформи, бронезащитни жилетки, облекла за ЯБХЗ и работни облекла;
- заготовки за монети.

## „Военен завод Агио“ ООД
Предприятието се намира в Агио. Основано е през 1977 г., като предприятие за производство на малокалибрено стрелково оръжие. В края на 80-те години към предприятието са създадени три нови цеха – инструментален цех, цех за производство на цеви със среден и малък диаметър и цех за производство на металните части за 30 мм изстрел. Към предприятието е създаден учебен цетър. Притежава удостоверение за качество по ISO 9001. Участва в научноизследователската дейност на различни гръцки университети. Производствената гама на предприятието включва:
1. производство на стрелково въоръжение – пушки, леки и тежки картечници;
2. производство на арилерийско въоръжение – минохвъргачки;
3. производство на цеви със среден и малък диаметър;
4. производство на гилзи и тела за 30 мм изстрел;
5. производство на спезиализрани машини за военната промишленост;
6. производство на роботизирани машини.

## „Военен завод Мандрас“ ООД
Предприятието се намира в Мандрас, окр. Атики. Закупено е от гръцката държава през 1984 г., в рамките на решението за развитие на авиационната промишленост. Предприятието разполага с модерно инженерно-технологично оборудване. Притежава удостоверение за качество по ISO 9001. Непосредствено след закупуването производствените мощности и сградния фонд са разширени и производствената гама на предприятието включва:
1. производство на прикачно оборудване за самолети – външни рвзервоари и пилони за самолетите F16 и „Мираж“;
2. производство на възли и детайли за 30 мм оръдие за ПВО „Артемис“;
3. производство на оборудване за корабни оръдейни кули;
4. производство на възли и детайли за системата за ПВО „Пеитриът“;
5. сглобяване на ПТУР „Корнет-Е“;
6. производство на системата за близка ПВО ASRAD Hellas.
7. производство на различни видове електронни системи и кабели;
8. развойна дейност по осъврменяване на системите за ПВО „Стингер“, „Велос“ и „Хок“.

## „Военен завод Лаврио“ ООД
Предприятието се намира в Лаврио, окр. Атика. Създадено през 1981 г., като фабрика за производство на барут и взривни вещества. Оттогава предприятието се развива постоянно – изградени са цехове за производство на тринитротулуол, за производство на нитрокитарин, цехове за пълнене на авиационни бомби и боеприпаси със среден и голям калибър и цех за пластични експлозиви (изграден с помощта на немската компания MEISSNER). В края на 90-те г. започва строителството на цехове за сглобяване и контрол на боеприпаси с голям калибър (Carl Gustaf, MILAN и PATRIOT). Притежава удостоверение за качество по ISO 9001. Производствената гама на предприятието включва:
1. производство на всички видове 30 мм боеприпаси (Artemis, Defa, Emerlec, ветролети Apache и др.);
2. производство на всички видове 40 мм боеприпаси;
3. производство на автоматизирана система за дистанционно миниране SKORPION;
4. производство на ПТУРС MILAN;
5. производство на каски от кевлар;
6. производство на 155 мм боеприпаси с голяма далекобойност по програмата ERA.

## „Металообработващо предприятие Епир“ АД
Предприятието се намира в Кефаловрисо Пагониу, окр. Йоанина, обл. Епир. Снабдено е с модерно инженерно-технологично оборудване. Произвежда заготовки от медни сплави, гилзи и метални рола. Притежава удостоверение за качество по ISO 9001. Предприятието е основано през 1979 г., като фабрика за производство на взривателни капси и заготовки за монети. През 1983 г. е закупено от гръцката държава и оттогава произвежда продукти не само за вътршния пазар, но и за износ. В 1998 – 2000 г. министерството на отбраната прилага инвестиционна програма за обновяване на инженерно-технологичния парк на стойност 4,5 млн. евро. След края на програмата освен военна продукция предприятието произвежда и заготовки за монети евро.

### „Електромеханичен завод“ ООД
Предприятието се намира в Кимис, о. Евбея. Основано е през 1988 г., като предприятие за производство на военни униформи и аксесоари. От 1994 г. е преоборудвано като предприятите за производство на високо-технологични продукти. Снабдено е с модерно инженерно-технологично оборудване. Производствената гама на предприятието включва: военни униформи и аксесоари, бронежилетки, облекла за ЯБХЗ, каски от кевлар и бронезащитни плочки, защита на сгради. Производствения фонд включва: шивашки цех, кроялен цех, гладачен цех, пакетажен цех, химически цех, цех за бронирани продукти и дизайнерско бюро. Притежава удостоверение за качество по ISO 9001. В предприятието работят около 140 души.